# La Montagne de minuit
La Montagne de minuit est un roman de Jean-Marie Blas de Roblès publié le 19 août 2010 aux éditions Zulma, et récompensé du Grand prix Thyde-Monnier la même année.

## Historique
Ce roman est retenu dans la dernière sélection du Grand prix du roman de l'Académie française et reçoit le Grand prix Thyde-Monnier de l'Académie française en 2010.

## Éditions
- La Montagne de minuit, éditions Zulma, 2010  (ISBN 978-2-8430-4520-2).